# (36077) 1999 RL61
1999 RL61 (asteroide 36077) é um asteroide da cintura principal. Possui uma excentricidade de 0.12828020 e uma inclinação de 2.25973º.
Este asteroide foi descoberto no dia 7 de setembro de 1999 por LINEAR em Socorro.